# Riserva naturale Poggio Adorno
La riserva naturale Poggio Adorno è un'area naturale protetta della regione Toscana istituita nel 1980.
Occupa una superficie di 330,04 ha nelle province di Pisa e di Lucca.